# Тірям (комуна)
Тірям (рум. Tiream) — комуна у повіті Сату-Маре в Румунії. До складу комуни входять такі села (дані про населення за 2002 рік):
- Везендіу (510 осіб)
- Портіца (233 особи)
- Тірям (1615 осіб) — адміністративний центр комуни

Комуна розташована на відстані 450 км на північний захід від Бухареста, 36 км на південний захід від Сату-Маре, 126 км на північний захід від Клуж-Напоки.

## Населення
За даними перепису населення 2002 року у комуні проживали 2358 осіб.
Національний склад населення комуни:
| Національність | Кількість осіб | Відсоток |
| -------------- | -------------- | -------- |
| румуни         | 1138           | 48,3%    |
| угорці         | 694            | 29,4%    |
| німці          | 332            | 14,1%    |
| цигани         | 190            | 8,1%     |
| українці       | 4              | 0,2%     |

Рідною мовою назвали:
| Мова       | Кількість осіб | Відсоток |
| ---------- | -------------- | -------- |
| румунська  | 1182           | 50,1%    |
| угорська   | 1076           | 45,6%    |
| німецька   | 96             | 4,1%     |
| українська | 4              | 0,2%     |

Склад населення комуни за віросповіданням:
| Релігія        | Кількість осіб | Відсоток |
| -------------- | -------------- | -------- |
| православні    | 1153           | 48,9%    |
| римо-католики  | 1066           | 45,2%    |
| реформати      | 67             | 2,8%     |
| греко-католики | 52             | 2,2%     |
| баптисти       | 11             | 0,5%     |
| п'ятдесятники  | 7              | 0,3%     |
| унітарії       | 1              | < 0,1%   |
| не релігійні   | 1              | < 0,1%   |